# Crotalaria benthamiana
Crotalaria benthamiana är en ärtväxtart som beskrevs av Ernst Georg Pritzel. Crotalaria benthamiana ingår i släktet sunnhampor, och familjen ärtväxter. Inga underarter finns listade i Catalogue of Life.